# 欧洲气象网
欧洲气象网（EUMETNET，为英语英語：的缩写）是一个由31个欧洲国家的气象部门组成的网络，总部位于比利时布鲁塞尔。

## 成员
以下31个国家的气象部门是欧洲气象网的成员：奥地利、比利时、克罗地亚、賽普勒斯、捷克、丹麦、爱沙尼亚、芬兰、法国、黑山、德国、希腊、匈牙利、冰岛、爱尔兰、意大利、拉脱维亚、卢森堡、马耳他、荷兰、挪威、波兰、葡萄牙、塞尔维亚、斯洛伐克、斯洛文尼亚、西班牙、瑞典、瑞士、北马其顿和英国。

### 合作的非成员国
合作的非成员国有：保加利亚、以色列、立陶宛、摩尔多瓦和罗马尼亚。